# نيت بيركوس
نثان جي «نيت» بيركوس (بالإنجليزية: Nate Berkus)‏؛ من مواليد 17 سبتمبر 1971، مصمم داخلي أمريكي الجنسية وضيف تلفزيوني نهاري، يدير التصميم الداخلي في شيكاغو. نيت بيركوس أصبح ضيف وزميل دائم لدى برنامج اوبرا وينفري، مقدما نصائح في الديكور للمشاهدين. في 25 ماي 2010 كان اخر مره ظهر فيها على برنامج اوبرا وينفري. لديه برنامج مستقل اسمه برنامج نيت بيركوس، كان البث الأول له في 13 من سبتمبر عام 2010 وهو إنتاج مشترك من قبل هاربو للإنتاج وصور سوني للتلفزيون.

## حياته الشخصية
نيت بيركوس ولد في مقاطعة أورانج، كاليفورنيا وتربى في الضواحي مينيابوليس، دينه اليهودية. درس في اكاديميه كوشينغ، وهي مدرسه داخليه في اشبورنه، ماساتشوستس. بدا التصميم فور تخرجه من الدراسات العليا ودخل ديومينك اورينتس في باريس وصالة مزادات سوثبي في شكاغو ة بيركوس تخرج من كليه ليك فورست بالقرب من شيكاغو سنه 1994 بشهاده في اللغة الإنجليزية وعلم اجتماع. بيركوس اسس شركة في شيكاغو عام 1995
بيكروس هو قريب لصاحب المشروع الراس مالي ديفيد بيركوس والمهندي باري بيكروس والموسيقار جونثير بيكروس وجوش بيكروس البرمجيات لمصلحة العامة ومدير الكازينو والكاتب ايرك بيكروس وفي الولايات الغربية المحامي مات بيركوس والمصممه نانسي قولدن من برنامج جي اتش تي في ووصاحبة شركة دي أي واي هي امه
في ديسمبر عام 2004 بيركوس وزميله المصور فيرناندو بينقوجيا كانوا في اجازه على شاطئ سيري لنكا في الوقت الذي حدث فيه التسونامي، بيكروس نجا اما بينقوجيا مفقود ويعتبر من لائحة الميتين. ظهر بيركوس في برنامج اوبرا وينفري في 17 من جانوري عام 2005 وتحدث عن فقدان صديقه.

## وصلات خارجية
- الموقع الرسمي
- The Nate Berkus Show
- نيت بيركوس على موقع IMDb (الإنجليزية)
- نيت بيركوس على موقع إن إن دي بي (الإنجليزية)
- نيت بيركوس على موقع ماي سبيس